# Fuck the System
Fuck the System es el último álbum de estudio de la banda de hardcore punk The Exploited.
En el 2002 se anunciaría un nuevo disco. Éste llegaría el 2003 y llevaría por título Fuck The System. Si bien continúa en la línea de su trabajo antecesor, al estar claramente inclinado hacia el metal, no es éste el único estilo en él presente, ya que de alguna manera The Exploited retoma sus raíces punk con temas rápidos y cortos, pero con la contundencia y sonoridad metalera.

## Controversia
Con la subsiguiente gira promocional, la banda tenía presupuestada una fecha en Montreal, en Canadá. Las autoridades les negaron permiso para tocar debido a la posibilidad de que se originara algún tipo de desmán. Como resultado, el público inició una revuelta que terminó con varios automóviles volcados y que fue conocida como "The Exploited Montreal Riot". Desde la edición del álbum hasta los días presentes (2009) la banda ha seguido sacando material recopilatorio y trabajos en vivo. Han estado muy activos realizando giras mundiales que han incluido varias fechas en EE. UU., Canadá, México, Rusia, países de Europa Oriental como Grecia, Eslovenia, Croacia, Turquía, además de las usuales fechas en España, Francia, Alemania, presentaciones en los festivales Punk and Disorderly; han visitado Suecia, Noruega, Israel, Japón, Indonesia, Malasia, Australia, Nueva Zelanda y Latinoamérica. 

## Antecedentes
La banda se vio expuesta a una gran presión en la composición de canciones, porque no confía en ellos para repetir el éxito de su predecesor "Beat The Bastards". Antes de las grabaciones eran, por tanto, más de 60 piezas para elegir. Las grabaciones de estudio duró mucho tiempo porque frontman Wattie Buchan estaba satisfecho con la grabación de ninguno:
"Tuve problemas estúpidamente constantes con mi voz. O yo no estaba de humor para cada canción. Los estudios también cambiaron varias veces. Estamos tan maldito orgulloso de nuestros tres últimos álbumes que todo debe ser perfecto".
- Wattie Buchan, Rock Hard # 191
Fue por esta razón a las diferencias con la compañía discográfica y al interruptor de múltiples los estudios de grabación. Según la banda, el resultado debe ser más sonido como los primeros trabajos de la banda por ejemplo, en cuanto a transmitir por la radio la canción "Never Sell Out" hubiese sido la sensación de la década de 1980.

## Contenido
Las letras de las canciones son en su mayoría de contenido político. "Lie To Me" es el hecho de que los gobernantes de la mentira de ellos gobernaron, "Holiday In The Sun" criticaron a los campos de exterminio en Kosovo. Algunas canciones tienen contenidos personales de Buchan en "Why Are You Doing This To Me?" (canción que habla sobre una exnovia del vocalista) y "Fucking Liar" (acerca de su actual novia en ese entonces). En "I Never Changed" Buchan dice cómo él ve a sí mismo. El título de la canción "Fuck the System" tiene por objeto expresar que nadie debe dejar por los gobernantes dictar cómo tenía que vivir.

## Crítica
El álbum recibió su mayoría buenas y muy buenas críticas. La revista Rock Hard señala que ahora se puede escuchar en las canciones de medio tiempo y también otorga 10/10 puntos. La revista en línea whiskey-soda dio su opinión como: "el álbum se caracteriza como una clase de Punk superior e brutalmente simple, pero tan ingeniosamente genial". "En opinión el álbum no es un hito, pero la banda se había mantenido fiel a sí mismo y vender punk rock violento a un alto nivel de agresión con influencias inconfundibles de heavy metal". Adam Bregman de Allmusic refirió el álbum como una lección para la nueva generación de bandas de punk como Blink-182 y The Offspring y asigna cuatro de cinco estrellas. En laut.com el álbum también recibió cuatro de cinco puntos.

## Pistas
- Todos los temas compuestos por Wattie y Willie Buchan.

1. "Fuck The System " – 4:15
2. "Fucking Liar" – 2:34
3. "Holiday in the Sun" – 2:24
4. "You're a Fucking Bastard" – 2:38
5. "Lie to Me" – 2:16
6. "There Is No Point" – 2:05
7. "Never Sell Out" – 2:35
8. "Noize Annoys" – 2:06
9. "I Never Changed" – 1:58
10. "Why Are You Doing This to Me" – 2:25
11. "Chaos Is My Life" – 2:11
12. "Violent Society" – 2:14
13. "Was It Me" – 4:32

## Integrantes
- Wattie Buchan - Voz
- Robbie "Steed" Davidson - Guitarra
- Arthur "Arf" Dalrymple - Bajo
- Willie Buchan - Batería

## Posición en las listas
| Listas (2003)            |    |
| ------------------------ | -- |
| UK Indie Chart           | 27 |
| Top Indepent Albums (UK) | 3  |